# Grand Funk Railroad
Grand Funk Railroad es un grupo de hard rock estadounidense cuya base interpretativa se sostenía bajo la modalidad de Power trio, y cuyo estilo está marcado por la fusíon del hard rock con el funk y el blues. La alineación original de Grand Funk fue muy popular durante la década de los años 1970, habiendo vendido más de 25 millones de discos y actuando en escenarios del mundo entero. También fueron galardonados cuatro veces por la RIAA en 1970, caso único en cualquier grupo norteamericano en aquel año. También fueron citados como «la banda de rock and roll más fuerte del mundo». Son conocidos con el sobrenombre de «La banda americana», proveniente de su famosa canción "We're an American Band" (Somos una banda americana). Conocida por su estilo de arena rock que agrada a la multitud, la banda fue bien considerada por el público a pesar de una relativa falta de aclamación de la crítica. [3] El nombre de la banda es un juego de palabras del Grand Trunk Western Railroad, una línea que atraviesa la ciudad natal de la banda, Flint, Míchigan .

## Historia
La banda fue formada en 1968 por Mark Farner (vocalista, guitarra) y Don Brewer (vocalista, batería), de Terry Knight and the Pack, y Mel Schacher (bajo) de ? & the Mysterians en Flint, Míchigan. Terry Knight miembro inicial de la banda pronto se convertiría en su agente y la nombraría a partir de la Grand Trunk Western Railroad, una bien conocida línea ferroviaria de Míchigan. El primer reconocimiento que se tiene registrado fue en el Atlanta Pop Festival, la banda fue fichada por Capitol Records, estereotipada como Cream, pero desarrollando su propio estilo musical, en 1970 vendieron más álbumes que cualquier banda americana y se convirtieron en la mayor atracción en concierto. En ese mismo año ganaron su primer disco de oro por el álbum "Grand Funk" (también conocido como "El álbum rojo") y un éxito sencillo llamado "Closer to Home" (Cerca de casa) del álbum homónimo, que era estilísticamente parecido a los anteriores Terry Knight and the Pack. Un año después, batieron el récord de asistencia en poder de los Beatles, en el Shea Stadium, al vender todas las localidades en 71 horas. Ese récord sigue vigente hoy en día.
A pesar de las numerosas críticas y la poca cobertura que tuvieron en radio, los primeros 8 álbumes que la banda realizó en tres años fueron exitosos. Knight lanzó una campaña publicitaria intensiva para promover "Closer to Home", pagando supuestamente 100.000 dólares por los tiempos en las listas de popularidad de Nueva York Times Square. Ese álbum fue certificado con categoría multiplatino a pesar de la criticada falta de éxito. En 1972 Grand Funk despidió a Knight; Knight emprendió una demanda legal, por incumplimiento de contrato teniendo como resultado una contienda judicial prolongada.

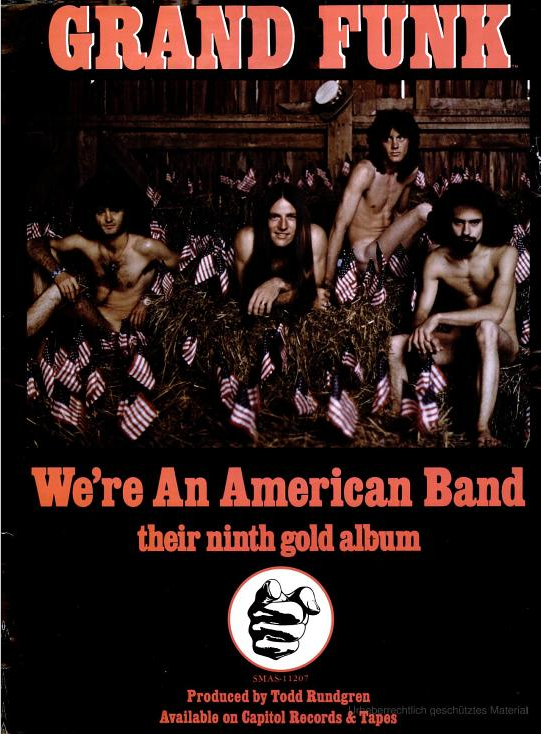
Anuncio del álbum We're An American Band
(revista Billboard, 11 de agosto de 1973)

En 1972 Grand Funk Railroad realizó su sexto álbum Phoenix y agregó a un cuarto miembro a la banda de nombre Craig Frost (teclados), y como resultado de la contienda legal que tenía en proceso, acortó su nombre a Grand Funk. Esto también se reflejó en un cambio de estilo en sus raíces originales en el Rock & Roll para perfilarse más a la orientación de estilo pop que sus principales fanes aclamaban. Dos sencillos pop, exitosos fueron "We're an American Band" y "The Locomotion"(escrita por Carole King y Gerry Goffin y anterior éxito de"Little Eva" del año 1962), que fueron seguidos por un álbum de estilo pop, All the girls in The World Beware!!, y el nombre regresó a "Grand Funk Railroad", la popularidad del grupo decreció. Después de finalizar Good Singin', Good Playin' (1976) bajo la producción de Frank Zappa, la banda se desintegró. Farner comenzó una carrera de solista, mientras Brewer, Schacher y Frost formaron la banda "Flint" con la adición de Billy Ellworthy.
Grand Funk Railroad se reunificó en 1980 sin la presencia de Frost y con Dennis Bellinger remplazando a Schacher en el bajo, y realizando dos álbumes para el sello Full Moon filial de la Warner Bros Records. A pesar del éxito de los álbumes, el grupo se desintegró por segunda vez, Farner se convertiría al cristianismo y continuaría con su carrera solista, convirtiéndose en un cantante de Música cristiana, mientras que Brewer se integró a una nueva banda con su compañero de Grand Funk Frost en Bob Seger's Silver Bullet Band. En 1996, Grand Funk Railroad (incluyendo a Schacher) se reunió una vez más para actuar ante 260.000 personas en 14 conciertos con las localidades completamente agotadas, durante un periodo de tres meses. En 1997, la banda daría tres conciertos más, con localidades agotadas en Bosnian Benefit Concerts y realizó dos álbumes CD en vivo llamados Bosnia cuyas ventas también fueron en beneficio. Después de tres años de giras Farner abandonó a la banda para continuar su carrera de solitario.
En el 2000, Brewer y Schacher decidieron reclutar al cantante líder Max Carl proveniente de ".38 Special" y al teclista Timothy Cashion y continuaron como Grand Funk Railroad. Viajando constantemente desde entonces, Grand Funk ha construido a nueva audiencia y recuperando fanes de la banda original.
La nueva encarnación de Grand Funk toca alrededor de 30 conciertos por año, recientemente rompiendo récords de audiencia en Buffalo, New York y Orlando Florida, al convocar a más de 20.000 fanes en ambos conciertos. La banda esta presuntamente escribiendo material nuevo con planes de efectuar un retorno próximo que incluiría el tema "Who Took Down The Stars", una balada inspirada en los sucesos del 9/11, escrita por Carl y Kulick.

## Trivia
- (De Los Simpson) Grand Funk Railroad es la banda favorita de Homer Simpson, Otto Mann el conductor del autobús escolar también es su seguidor. El productor ejecutivo Bill Oakley también ha manifestado su simpatía por el grupo.

- En el juego Grand Theft Auto: San Andreas, es usado de fondo la música del sencillo de Grand Funk el tema. "Some Kind of Wonderful", para la emisora K-DST.

- Es tal la influencia que ha tenido la "American Band" sobre el hard rock y el stoner rock, que la banda de stoner rock Monster Magnet realizó una versión de la canción "Sin's a Good Man's Brother" que se incluyó en el disco Spine of God de esta última banda.

- Frecuentemente, durante la gira mundial Use Your Illusion, Guns N' Roses realizaba un intro antes de tocar Sweet Child O' Mine, el cual consistía en el coro de Sail away Sweet Sister de Queen, seguido de fragmentos de Bad Time de Grand Funk Railroad.

## Miembros

### Miembros actuales
- Don Brewer - Cantante, Batería (1969-1976, 1981-1983, 1996-1998, 2000-presente)
- Mel Schacher - Bajo (1969-1976, 1996-1998, 2000-presente)
- Max Carl- Cantante, Guitarra rítmica (2000-presente)
- Bruce Kulick - Guitarra solista, Corista (2000-presente)
- Timothy Cashion - Teclados, Corista (2000-presente)

### Miembros anteriores
- Mark Farner - Cantante, Guitarra, Teclados, Armónica (1969-1976, 1981-1983, 1996-1998)
- Dennis Bellinger - Bajo (1981-1983)
- Craig Frost - Teclados, Corista (1972-1976)
- Lance Ong - Teclados, Sintetizador (1981-1982)
- Howard Eddy Jr. - Teclados, Guitarra, Corista (1996-1998)

## Discografía

### Álbumes de estudio
1. On Time - (agosto de 1969)
2. Grand Funk (El Álbum rojo) - (diciembre de 1969)
3. Closer to Home - (julio de 1970)
4. Survival - (abril de 1971)
5. E Pluribus Funk - (noviembre de 1971)
6. Phoenix - (septiembre de 1972)
7. We're an American Band - (julio de 1973)
8. Shinin' On - (marzo de 1974)
9. All the Girls in the World Beware!!! - (diciembre de 1974)
10. Born To Die - (enero de 1976)
11. Good Singin', Good Playin' - (agosto de 1976)
12. Grand Funk Lives - (julio de 1981)
13. What's Funk? - (enero de 1983)
14. Monumental Funk -(1974)

### Álbumes en vivo
1. Live Album - (Atlanta International Pop Festival 5 de julio de 1970)
2. Live Album - (noviembre de 1970)
3. Caught in the Act - (agosto de 1975)
4. Bosnia - (octubre de 1997)
5. Thirty Years of Funk: 1969-1999 - (1999)
6. Live: The 1971 Tour - (junio de 2002)

### Recopilaciones
1. Grand Funk / Live Album - (1970)
2. Mark, Don and Mel: 1969-71 - (1972)
3. Grand Funk Hits - (1976)
4. Hits - (1977)
5. The Best of Grand Funk - (1990)
6. Capitol Collectors Series - (1991)
7. Heavy Hitters - (1992)
8. Collectors - (1993)
9. Thirty Years of Funk: 1969-1999 - (1999)
10. Super Best - (1999)
11. Rock Champions - (2001)
12. Very Best Grand Funk Railroad Album Ever - (2001)
13. Classic Masters - (2002)
14. Trunk of Funk - (2001)
15. Greatest Hits (CD/DVD) - (2006)

### Sencillos
| Año      | Título                                             | Posición en las listas | Álbum                                |
| Año      | Título                                             | Billboard Hot 100      | Álbum                                |
| -------- | -------------------------------------------------- | ---------------------- | ------------------------------------ |
| Jul-1969 | "Time Machine / High on A Horse"                   | #48                    | On Time                              |
| Nov-1969 | "Mr. Limousine Driver / High Falootin' Woman"      | #97                    | Grand Funk                           |
| Ene-1970 | "Heartbreaker / Please Don't Worry"                | #72                    | On Time                              |
| Jun-1970 | "Nothing is the Same / Sin's A Good Man's Brother" | -                      | Closer To Home                       |
| Jul-1970 | "I'm Your Captain / Aimless Lady"                  | #22                    | Closer To Home                       |
| Nov-1970 | "Mean Mistreater / Mark Says Alright"              | #47                    | Live Album                           |
| Ene-1971 | "Inside Looking Out / Paranoid"                    | #40                    | Grand Funk (aka Red Album)           |
| Abr-1971 | "Feelin' Alright / I Want Freedom"                 | #54                    | Survival                             |
| Ago-1971 | "Gimme Shelter / I Can Feel Him in the Morning"    | #61                    | Survival                             |
| Dic-1971 | "People, Let's Stop the War / Save the Land"       | -                      | E Pluribus Funk                      |
| Ene-1972 | "Footstompin' Music / I Come Tumblin'"             | #29                    | E Pluribus Funk                      |
| Abr-1972 | "Upsetter / No Lies"                               | #73                    | E Pluribus Funk                      |
| Sep-1972 | "Rock & Roll Soul / Flight of the Phoenix"         | #29                    | Phoenix                              |
| Jul-1973 | "We're An American Band / Creepin'"                | #1                     | We're An American Band               |
| Nov-1973 | "Walk Like a Man / Railroad "                      | #19                    | We're An American Band               |
| Mar-1974 | "The Loco-Motion / Destitute & Losin'"             | #1                     | Shinin' On                           |
| Jul-1974 | "Shinin' On / Mr. Pretty Boy"                      | #11                    | Shinin' On                           |
| Dic-1974 | "Some Kind of Wonderful / Wild"                    | #3                     | All the Girls in the World Beware!!! |
| Mar-1975 | "Bad Time / Good and Evil"                         | #4                     | All the Girls in the World Beware!!! |
| Dic-1975 | "Take Me / Genevieve"                              | #53                    | Born To Die                          |
| Mar-1976 | "Sally / Love is Dyin'"                            | #69                    | Born to Die                          |
| Ago-1976 | "Can You Do It / 1976"                             | #45                    | Good Singin', Good Playin'           |
| Ene-1977 | "Just Couldn't Wait / Out to Get You"              | -                      | Good Singin', Good Playin'           |
| Nov-1981 | "Y.O.U. / Testify"                                 | -                      | Grand Funk Lives                     |
| Feb-1982 | "Stick in the Middle / No Reason Why"              | -                      | Grand Funk Lives                     |